# Martina Ratej
Martina Ratej, slovenska atletinja, * 2. november 1981, Loče.
Ratejeva je za Slovenijo nastopila na Poletnih olimpijskih igrah 2008 v Pekingu, kjer je v metu kopja v kvalifikacijski skupini osvojila 37. mesto in se ni uvrstila v nadaljnje tekmovanje. 
Na Sredozemskih igrah 2009 v Pescari je v isti disciplini osvojila bronasto medaljo.
Leta 2012 je nastopila tudi na Poletnih olimpijskih igrah v Londonu, kjer je v finalu osvojila 7. mesto.
Leta 2020 je bila pozitivna na steroid klostebol v vzorcu s Poletnih olimpijskih iger 2012 v Londonu, ki naj bi bil po njenem posledica zdravljenja ginekoloških težav. Slovenska protidopinška organizacija jo je oktobra 2021 kaznovala z dvoletno prepovedjo tekmovanja, razveljavljeni so tudi njeni izidi med avgustom 2012 in avgustom 2014.